# KIRARA
『KIRARA』（きらら）は、唯登詩樹による日本の漫画。『週刊ヤングジャンプ』（集英社）にて1993年から1997年にかけて連載され、全6巻が単行本化されている。
1996年にテレビドラマが、テレビ朝日系のウイークエンドドラマ枠の第3作目として全6話が放送された。後に、アニメ化（OVA。2000年9月21日発売。後には2003年8月15日にDVDでも発売）もされている。

## ストーリー
今井きららはウェディングドレス姿で朝井近平（あさい・ちかひら、通称「コンペー」）との結婚式に車で向かう途中、急ぐあまり交通事故で即死した。死の瞬間、神様に祈ったところ幽霊として高校時代の近平の前に現れることが出来た。近平と同級生の高校生としてのきらら、そして幽霊としてのきららの三者が関わることで事件が巻き起こる。

## テレビドラマ

### キャスト
- 今井キララ：青田典子（C.C.ガールズ）
- 今井きらら：京野ことみ
- 朝井近平：古屋暢一
- 本田エイミー：重光絵美
- 松嶋亮太
- 高橋一生
- 布川敏和
- 岡まゆみ
- 市川勇
- 矢島健一
- 折笠愛

### 主題歌
- オープニングテーマ『LOVE REVOLUTION』[1]
  - 作詞・作曲・編曲[注 1]・歌：TWO-MIX
- エンディングテーマ『きっと大丈夫だよ』[1]
  - 作詞・作曲：黒須チヒロ 編曲：psycho babys 歌：サイコベイビーズ

### スタッフ
- 原作 - 唯登詩樹（集英社『ウルトラジャンプ』連載中）
- 脚本 - 奥村俊雄
- プロデューサー - 新井英文、五十嵐文郎
- 演出 - 国本雅広、今井和久
- 制作 - アミューズ、テレビ朝日

| テレビ朝日 ウイークエンドドラマ      | テレビ朝日 ウイークエンドドラマ | テレビ朝日 ウイークエンドドラマ |
| 前番組                               | 番組名                          | 次番組                          |
| ------------------------------------ | ------------------------------- | ------------------------------- |
| HEN Vol.2 ちずるちゃんとあずみちゃん | KIRARA                          | 金魚のフン                      |

## OVA
当初は1998年9月25日の発売を予定していたが、諸事情により2年の延期を経て2000年9月21日に発売された。

### キャスト (OVA)
- 朝井きらら：三石琴乃
- 今井きらら：大沢千秋
- 朝井近平：伊藤健太郎
- エイミー：豊嶋真千子
- 近平の父：屋良有作
- 近平の母：折笠愛
- アーサー押原：置鮎龍太郎
- 美田：小林由美子
- 先生：納谷六朗

### スタッフ (OVA)
- 監督 - 村山靖
- 脚本 - 早坂律子
- キャラクターデザイン・L/O監修 - 高橋しんや
- 作画監督 - 木下ゆうき、門之園恵美、岡辰也、大坪幸麿、糸島雅彦、石原満、高橋しんや
- 演出 - 牛草健、則座誠
- 美術監督 - 小倉一男
- 色彩設計 - 小林美代子
- 撮影監督 - 小西一廣
- 編集 - 正木直幸
- 音響監督 - 藤山房伸
- 音楽 - KMC
- プロデューサー - 服部街宇
- 制作 - 斎春雄、佐藤俊彦
- 製作 - 東宝、葦プロダクション

### 主題歌 (OVA)
オープニングテーマ「Power of Love」
歌：大沢千秋
作詞：島影江里香 / 作曲・編曲：野田雪文
エンディングテーマ「Smile Again」
歌：elika
作詞：島影江里香 / 作曲：鈴木康志 / 編曲：野田雪文

## ドラマCD
KIRARA オリジナルアルバム（1996年3月25日）
- 脚本：金巻兼一
- キャスト - 朝井近平（こんぺー）：結城比呂、今井きらら（未来きらら）：冬馬由美、今井きらら（十六きらら）：三石琴乃、エイミー：藤野かほる、こんぺーの母：折笠愛、ラジオDJ：細井治、買い物奥さん：白河真由

KIRARA オリジナル"衝撃波" ドラマ・アルバム「夜明け前」（1998年8月1日）
- 脚本：早坂律子
- キャスト - 今井きらら（16歳）：大沢千秋、今井きらら（24歳）：三石琴乃、朝井近平：伊藤健太郎、エイミー：豊嶋真千子、押原アーサー：置鮎龍太郎、友人：柳智樹